# Esbart Sant Martí
L'Esbart Sant Martí - Ballet Folklòric dels Països Catalans del barri del Clot de Barcelona fou fundat el 1945 per mossèn Laureà Guibernau, al servei de la dansa catalana. Sorgí amb la col·laboració de l'Esbart Verdaguer, entitat que hi va compartir activitats fins al 1949. La primera actuació del nou esbart –amb cobla, disseny de vestuari i il·luminació– es va fer l'any 1947. I el 1953, en col·laboració amb l'Esbart Verdaguer, va començar un cicle d'interpretacions de l'òpera Canigó al Palau de la Música Catalana, que va durar sis anys.
L'Esbart Sant Martí disposa de dues seccions. El cos de dansa es dedica a recuperar i difondre les danses tradicionals de tots els territoris de parla catalana, i també a fer coreografies i espectacles de nova creació. Disposa d'un grup d'iniciació per a infants de quatre a nou anys, un grup infantil per a nens de deu a dotze anys, i un altre de juvenil per a nois de tretze a disset. L'altra secció és l'escola de dansa clàssica, creada el 1968 i dedicada a l'ensenyament del ballet clàssic per a nens de més de cinc anys.
L'any 1983 l'Esbart Sant Martí va rebre de l'Ajuntament de Barcelona el premi Sant Martí a la Trajectòria Internacional. L'esbart ha fet rondes pels festivals de vint-i-sis països, entre els quals França, Anglaterra, Hongria, Eslovàquia, Portugal, Malta o Itàlia. Té un repertori format per nou espectacles molt variats, com ara una fusió de dansa i teatre (Pyrene), una demostració de danses de tots els països de parla catalana (Antologia), un espectacle infantil (Cançons d'Ariadna) o una coreografia basada en la llegenda del Comte Arnau (Fill de la Terra).
Va participar l'any 2000 al Festival CIOFF a Confolens, França, el primer d'importància a nivell europeu. L'any 1999 va actuar al Mercat de les Flors de Barcelona i seguidament a altres teatres barcelonins com el Teatre Goya (3 setmanes ininterrompudament), Teatre Romea l'any 2003, al Sant Andreu Teatre l'any 2004, fins a estrenar l'espectacle ReVOLTA a L'Auditori de Barcelona el gener del 2009. ReVOLTA és un espectacle de dansa d'arrel de nova creació on es reflexiona sobre la identitat cultural catalana i els canvis enriquidors que ha sofert al llarg dels darrers temps derivats de les diferents onades migratòries.